# Tindžiuliai (przystanek kolejowy)
Tindžiuliai – przystanek kolejowy w miejscowości Poniemunek i w pobliżu miejscowości Tindžiuliai, w rejonie rakiszeckim, w okręgu poniewieskim, na Litwie. Położony jest na linii Radziwiliszki – Dyneburg.